# Governo Evo Morales
O Governo Evo Morales iniciou-se em 2006, após a vitória do candidato Evo Morales nas eleições presidenciais de Dezembro de 2005, e encerrou-se em 10 de novembro de 2019, com a sua renúncia.
Nas eleições de 2005, Morales sagrou-se vitorioso ao obter 53,74% dos votos, frente a 28,59% de seu principal opositor, Jorge Quiroga. Pela primeira vez na história política da Bolívia, um indígena chegava cargo máximo do país pelo voto popular.
Morales foi apoiado pelos camponeses indígenas do pobre Altiplano Andino, que falam idiomas autóctones como o quéchua e o aimará, enquanto seus adversários são os políticos das províncias das planícies, que fazem fronteira com Brasil, Paraguai e Argentina, e têm forte presença branca, concentrando historicamente o poder econômico do país.
Em seus primeiros discursos declarou a necessidade da nacionalização dos hidrocarbonetos, cuja exploração se encontra em propriedade das petrolíferas transnacionais, principalmente a brasileira Petrobras, através de concessões que catalogou como nulas de pleno direito. Metade do gás natural consumido em todo o Brasil é de origem boliviana.
Poucos dias depois das eleições foi vítima de um trote de uma rádio espanhola: um dos seus integrantes se fez passar pelo presidente do Governo espanhol José Luis Rodríguez Zapatero, felicitando-0 por se unir ao "eixo com os irmãos cubanos e o irmão Chávez". O trote foi retransmitido no espaço La Mañana da emissora católica COPE, dirigida pelo jornalista Federico Jiménez Losantos.
Morales tem declarado o seu apoio às políticas dos presidentes de esquerda da América Latina: Fidel Castro, Luiz Inácio Lula da Silva, Néstor Kirchner e em especial do presidente venezuelano Hugo Chávez.
Um de seus primeiros atos como presidente foi o de reduzir seu salário em 57% para US$1.875 por mês. Morales anunciou também sua intenção de levar aos tribunais seu predecessor, o ex-presidente interino, Eduardo Rodríguez, e o então ministro da Defesa, Gonzalo Méndez Gutiérres, acusando-os de traição à Pátria por terem transferido 28 mísseis terra-ar MHN-5, de fabricação chinesa que se encontravam nos arsenais bolivianos, para os Estados Unidos, a fim de serem "desativados".
Em janeiro de 2009, foi aprovado por referendo popular a nova Constituição do país. A partir da sua entrada em vigor, o país passou a se chamar Estado Plurinacional da Bolívia. Em dezembro de 2009, conforme previsto no texto, foram realizadas novas eleições gerais. O Presidente Evo Morales foi o candidato mais votado, logrando 64,2% dos votos.
Em 2013, um ano antes do término do novo mandato presidencial de cinco anos, houve intensa discussão a respeito da possibilidade do Presidente concorrer mais uma vez ao cargo. Em abril daquele ano, o Tribunal Constitucional Plurinacional, órgão supremo do judiciário boliviano, aprovou a terceira candidatura de Evo Morales, sob o argumento de que, após a publicação da Carta Magna de 2009, o país foi “refundado” como um Estado Plurinacional e, por isso, Morales estaria cumprindo apenas seu primeiro mandato dessa nova fase da Bolívia.
As eleições gerais de 2014 apontaram Evo Morales como o candidato mais votado, com 61% dos votos.
Em 2016, foi realizado novo referendo popular. A proposta sob avaliação eliminaria do texto constitucional as restrições sobre o número de mandatos presidenciais. O "não", pela manutenção do texto, portanto, alcançou 51,29% dos votos.
Ainda assim, em novembro de 2017, o Tribunal Constitucional Plurinacional acolheu um recurso de parlamentares governistas para declarar que a restrição constitucional a respeito do número de mandatos não são compatíveis com o Pacto de San José. O entendimento unânime foi de que o tratado internacional estabelece normas de direitos humanos mais favoráveis aos cidadãos bolivianos e, por isso, deve prevalecer sobre a Constituição e legislação eleitoral. Dessa forma, Evo Morales poderia concorrer a mais um mandato presidencial.

## Nacionalização das reservas de petróleo e gás natural
Em 1º de maio de 2006, Evo Morales declara a nacionalização dos hidrocarbonetos e das refinarias, postos e distribuidores de petróleo, gás e derivados, além de tornar o governo boliviano sócio majoritário dessas indústrias, detendo 50% mais 1 das ações.
A empresa responsável pela extração destes bens naturais se tornou a Yacimientos Petrolíferos Fiscales Bolivianos (YPFB). Pela falta de pessoal qualificado e diminuição de sua atuação após privatização de 1996, técnicos venezuelanos foram cedidos para assessorar a auditoria e produção de gás e petróleo.
As grandes prejudicadas foram a empresa britânica British Gas, a estadunidense Exxon-Mobil, a hispano-argentina Repsol YPF, além da estatal brasileira Petrobrás, maior produtora de gás da Bolívia, que investiu mais de 1 bilhão de dólares naquele país.
A maior parte do gás natural consumido no Brasil em 2006, 52% do total, era proveniente destas reservas, o que justificava a preocupação dos empresários brasileiros com a nacionalização.
Em face do ocorrido, a presidência da Petrobras chegou a anunciar que não realizaria os investimentos previstos na Bolívia para os meses subsequentes. No entanto, o então presidente do Brasil, Lula, declarou à imprensa que não considera a situação como "uma crise", afirmando que as divergências seriam resolvidas com diálogo e que os investimentos para a consolidação e ampliação da rede de gás natural que interliga a Bolívia, Argentina e Brasil, a princípio, continuariam.
Uma alternativa idealizada pela Petrobras para o diminuir a dependência brasileira do gás natural boliviano seria aumentar a produção de gás natural no próprio Brasil, investindo R$17 bilhões para aumentar a exploração de gás nas Bacias de Campos e de Santos, e transportá-lo em um gasoduto direcionado para o mercado brasileiro, o que seria possível a partir de 2008.

## Referendo 2008
Em dezembro de 2007, em meio a uma tensa situação política relacionada com o processo constituinte, Morales lançou a proposta de submeter-se, juntamente com todos os governadores, ao referendo revogatório, um referendo previsto pela constituição da Bolívia que submete os ocupantes dos cargos à uma nova votação.
Assim, em 10 de agosto de 2008, o povo boliviano votou  para decidir se queriam ou não que o presidente, Evo Morales, seu vice-presidente, Álvaro García Linera, e oito dos nove governadores do país continuassem em seus cargos.
Dia 16 de agosto de 2008 a Corte Nacional Eleitoral da Bolívia confirmou os resultados, que deram a esmagadora vitória do presidente Evo Morales, que acaba de cumprir a metade de seu mandato de cinco anos. Ele foi ratificado no cargo com 67,41 por cento dos votos válidos.
Além de Morales, também foram ratificados os governadores de quatro departamentos que formam a chamada "meia lua" opositora e são liderados por Rubén Costas, de Santa Cruz. Outros quatro governadores opositores às políticas de Morales não obtiveram o número necessário de votos e perderão seus mandatos.
Morales perderia o cargo se tivesse no mínimo 53,74% dos votos "não". Para a revogação dos mandatos dos governadores uma nova norma da Corte Nacional Eleitoral, que foi aprovada na semana que precedeu ao referendo, determinou que eles precisariam ter 50% de votos "sim" para vencer. Caso perdesse, Morales deveria convocar imediatamente novas eleições gerais, que poderiam ocorrer entre 90 e 180 dias depois da divulgação oficial do resultado. Os governadores que foram revogados deixariam suas funções, e o cargo seria declarado vago. O presidente indicaria um novo governador até a nova eleição.

## Crise
A crise de setembro de 2008 na Bolívia começou com protestos contra o então presidente Evo Morales que exigiam maior autonomia para os departamentos do leste do país, que estvam em estado de sítio.
Manifestantes iniciaram os protestos destruindo a infra-estrutura de gás natural e prédios do governo. Em Taiguati, no Chaco boliviano (departamento de Tarija), um grupo de opositores ao governo assumiu o controle do gasoduto através do qual o gás combustível é escoado rumo ao Brasil.
A violência entre os que apoiavam Morales e os seus oponentes resultou em dezenas de mortes, segundo o governo. O Brasil se posicionou no sentido de tentar mediar as negociações de ambos os lados.

## Greve de fome
Em abril de 2009, Morales iniciou uma greve de fome para exigir do Congresso a aprovação da lei eleitoral, que permitia a realização de um referendo geral em dezembro.

## Eleições em 2019 e renúncia
Depois de uma conturbada votação em outubro 2019, com denúncias de fraude e manifestações populares, Evo Morales renunciou ao cargo de presidente da Bolívia em 10 de novembro de 2019.